# Elisabeth Hevelius
Elisabeth Catherina Koopmann Hevelius (en polonais Elżbieta Koopman Heweliusz ; 1647-1693) est une astronome de Danzig, dans la république des Deux Nations, aujourd'hui Gdańsk en Pologne.

## Biographie
Elle est née Elisabeth Koopmann, à Dantzig, en 1647. Elle devient la deuxième femme de Johannes Hevelius (1611–1687), lui-même astronome et brasseur, de trente-six ans plus âgé qu'elle,.
L'astronomie l'intéressait déjà avant son mariage avec Hevelius (à 16 ans). Ils partagent cette passion de l'observation du ciel. En 1679, leur brasserie est détruite par un incendie, ainsi que de nombreux documents. Son mari, touché par ce désastre, en meurt peu après. Elle poursuit alors seule ces observations menées pendant des années ensemble. Elle fait paraître en 1688 le catalogue de 1 564 étoiles établi par eux deux. C'est alors le plus important catalogues d'étoiles, et le dernier qui ait été établi par des observations sans télescope. 
« La première femme à ma connaissance qui n'ait pas craint d'affronter la fatigue des observations et des calculs astronomiques. »
— François Arago

## Œuvres
- (avec Johannes Hevelius) Prodromus astronomiae (1690, numérisation : Linda Hall Library (en))[4]

## Postérité
L'objet mineur (12625) Koopman ainsi que le cratère vénusien Corpman (sic) ont été nommés en son honneur.